# ELWIS
ELWIS ist der Elektronische Wasserstraßen-Informationsservice der deutschen Wasserstraßen- und Schifffahrtsverwaltung des Bundes (WSV) mit Hinweisen für alle Schifffahrtstreibenden auf deutschen Seeschifffahrts- und Binnenwasserstraßen. Mit Hilfe der Informationen in ELWIS soll den Schifffahrtstreibenden geholfen werden, ihre Fahrt besser planen zu können. Das wirkt sich u. a. positiv auf den Verkehrsfluss und somit auch auf die Sicherheit auf den Wasserstraßen aus. 
In ELWIS stehen u. a. Wasserstands- und Verkehrsinformationen und die für die Binnenschifffahrt maßgeblichen Gesetze und Verordnungen in den jeweils aktuellen Fassungen zur Verfügung. Es sind außerdem Informationen zu der Infrastruktur der Wasserstraßen, Verkehrsstatistiken sowie Hinweise für die Freizeitschifffahrt hinterlegt. Abgerundet wird das Informationsangebot durch fachbezogene Adressen, Erreichbarkeiten und Internetlinks. Alle Informationen werden als Service der WSV zentral und kostenfrei in ELWIS zur Verfügung gestellt.
In ELWIS gibt es statische Seiten, die sich nicht täglich verändern (z. B. Gesetzestexte). Diese Seiten werden zentral durch die Fachgruppe Telematik (Binnen) bei der Wasser- und Schifffahrtsdirektion Südwest gepflegt. Zusätzlich gibt es Seiten, deren Inhalte täglich bzw. stündlich aktualisiert werden. Dazu zählen z. B. Verkehrsinformationen, die dezentral durch die jeweiligen Wasserstraßen- und Schifffahrtsämter vor Ort eingegeben werden. Diese dezentrale Dateneingabe hat den Vorteil, dass z. B. die lokalen Verkehrsinformationen schnell und mit genauer Ortskenntnis eingegeben werden und dann von allen zentral über ELWIS abgerufen werden können.
Nutzer haben die Möglichkeit, Informationen aus ELWIS zu abonnieren. Je nach Auswahl erfolgt die Informationsbenachrichtigung regelmäßig oder ereignisgesteuert. Die ausgewählten Informationen werden dabei als E-Mail übersendet.

## Pläne
Auf Grundlage anstehender Rahmengesetze (EU-RIS-Richtlinie) sollen die Nachrichten für die Binnenschifffahrt (NfB) analog dem Schiffsverkehr grenzüberschreitend ausgetauscht werden. Hierfür ist es beabsichtigt, standardisierte Textbausteine zu verwenden, die automatisch übersetzt und maschinell weiterverarbeitet werden können (z. B. Routenplaner). 
Im Mai 2004 wurde dafür von der Zentralkommission für die Rheinschifffahrt (ZKR) der „Notices to Skippers - Standard“ beschlossen, der den Inhalt der zu verwendenden Textbausteine und die Syntax der Nachrichten festlegt. Die daraus resultierenden Anforderungen werden zurzeit im ELWIS-Modul Nachrichten für die Binnenschifffahrt (NfB) umgesetzt.
Neben der Informationsbereitstellung wird kontinuierlich die Informationsaufbereitung, -darstellung und Software-Ergonomie weiterentwickelt, um die Bedienungsfreundlichkeit und den Gebrauchswert von ELWIS zu optimieren. 
Zurzeit liegt der Informationsschwerpunkt von ELWIS im Binnenbereich. Für die Informationsweiterentwicklung wird überprüft, welche zusätzlichen Informationen aus den Küstenbereichen (z. B. Informationsblätter, Wasserstandsinformationen usw.) in ELWIS hinterlegt werden sollen.